# Небезпечний рейс
«Небезпечний рейс» (англ. Rough Air: Danger on Flight 534) — телевізійний фільм-трилер 2001 року.

## Сюжет
Після тривалої затримки в аеропорту, пасажири рейсу 534, нарешті, продовжили свою подорож. Стихія, що розбушувалася в Північній Атлантиці, явно затьмарює їх політ. Несподівано лунає страхітливий звук, і лайнер починає падати. Досвідчений командир екіпажу смертельно поранений і не може керувати літаком. Сісти за штурвал доводиться Гогану, другому пілотові, який мало не вчинив у попередньому польоті помилку, що могла стати фатальною для учасників того рейсу. Екіпаж не надто довіряє Гогану, але разом зі стюардесою Кеті він намагається зробити все можливе, щоб врятувати пасажирів нещасливого літака.

## У ролях
| Актор            | Роль                         |
| ---------------- | ---------------------------- |
| Ерік Робертс     | перший офіцер Майк Гоган     |
| Александра Пол   | стюардеса Кеті Філліпс       |
| Енн Опеншоу      | стюардеса Трейсі Ніколс      |
| Кевін Джубінвілл | капітан Джек Брукс           |
| Расселл Юень     | Роджер Лі                    |
| Марк Лутс        | Тай Коннер                   |
| Серджо Ді Зіо    | Стів Джонсон                 |
| Карло Рота       | Кел Меттьюс                  |
| Дін МакДермотт   | Грант Бліт                   |
| Джон Ф'юрі       | детектив Кевін Малдун        |
| Райан Скотт      | Сем                          |
| Келлі Айві       | Ріплі                        |
| Сьюзен Акерон    | Сьюзан Лі                    |
| Елайза Робертс   | місіс Сандерс                |
| Дерін Джонс      | Керрі Сандерс                |
| Леа Пінсент      | авіадиспетчер Сара Ландетьєр |
| Ендрю Гілліс     | Арч Девіс                    |
| Ларісса Гомес    | стюардеса Марго Гіллінг      |
| Алексіс Кассар   | Лекс                         |